# Sennheiser
Sennheiser electronic GmbH & Co. KG là một công ty tư nhân của Đức sản xuất microphone, tai nghe, phụ kiện điện thoại, và tai nghe cho điện tử kỹ thuật hàng không, âm thanh chuyên nghiệp và các ứng dụng kinh doanh.

## Công ty
Sennheiser thuộc sở hữu tư nhân của gia đình Sennheiser. Công ty có 1.650 nhân công, 60% trong đó làm việc ở Đức. Phần lớn nhân công phụ của công ty là từ Georg Neumann GmbH, sản xuất microphone cho phòng thu, và Klein + Hummel, một sản phẩm phòng thu chất lượng cao. Năm 2003 Sennheiser Communications A/S, Denmark được công bố thành lập, là sự kết hợp giữa Sennheiser electronic và William Demant Holding Group, để sản xuất và phát triển các sản phẩm viễn thông.
Năm 2006, doanh thu của Sennheiser đạt 300 triệu €.

## Sản phẩm
- Headphone
- Microphone

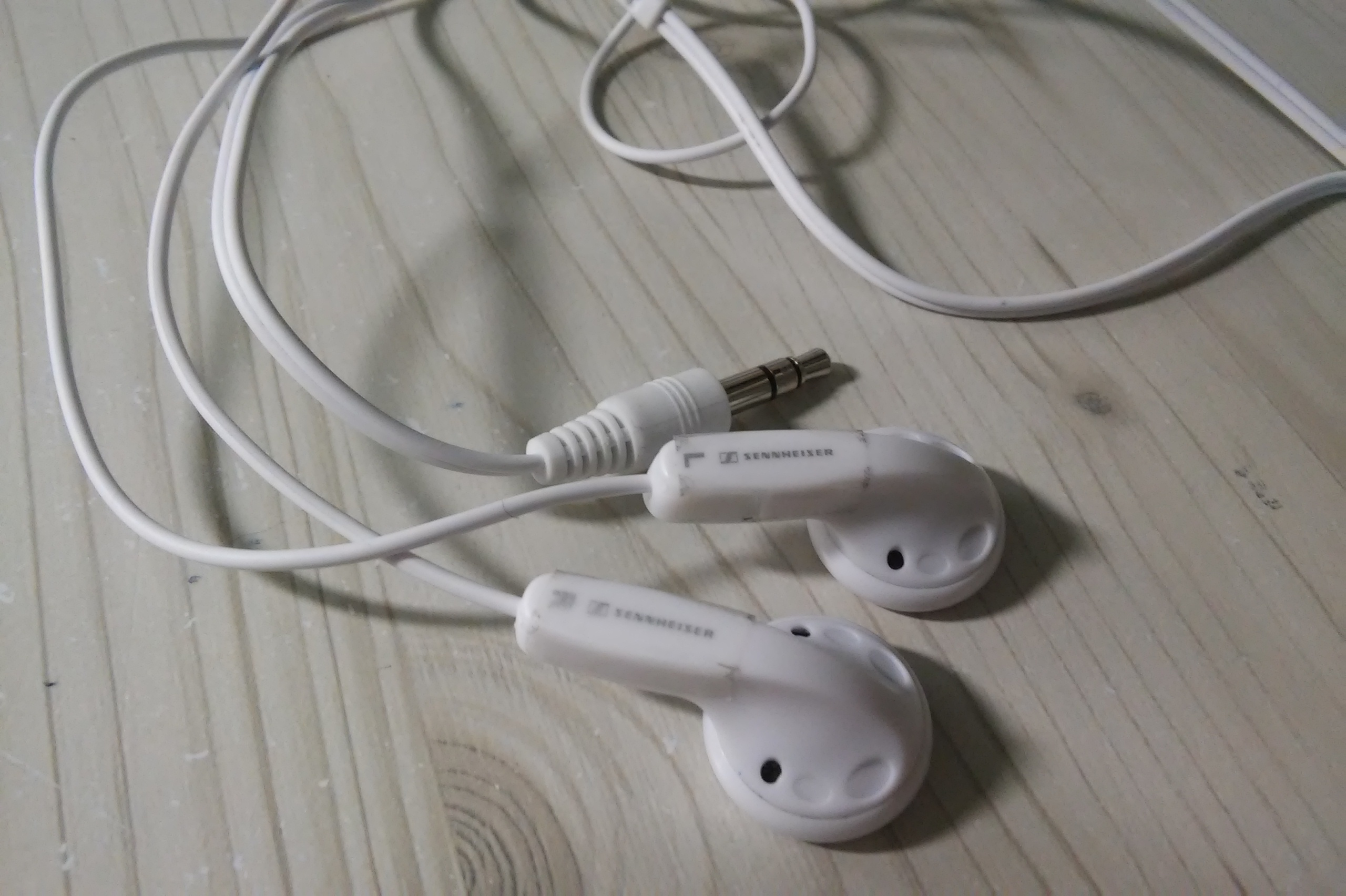
Tai nghe Sennheiser MX400ii

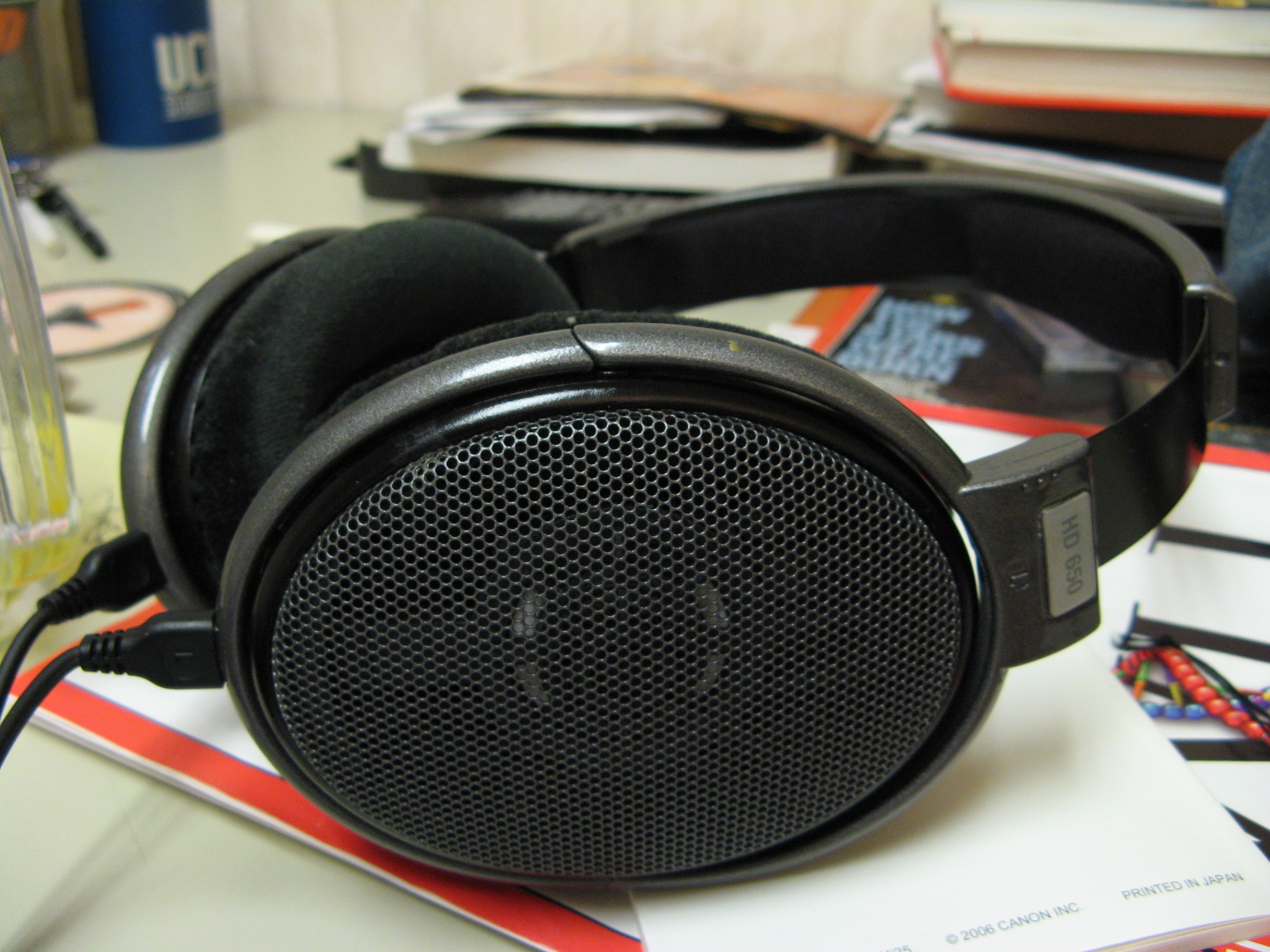
Sennheiser HD650

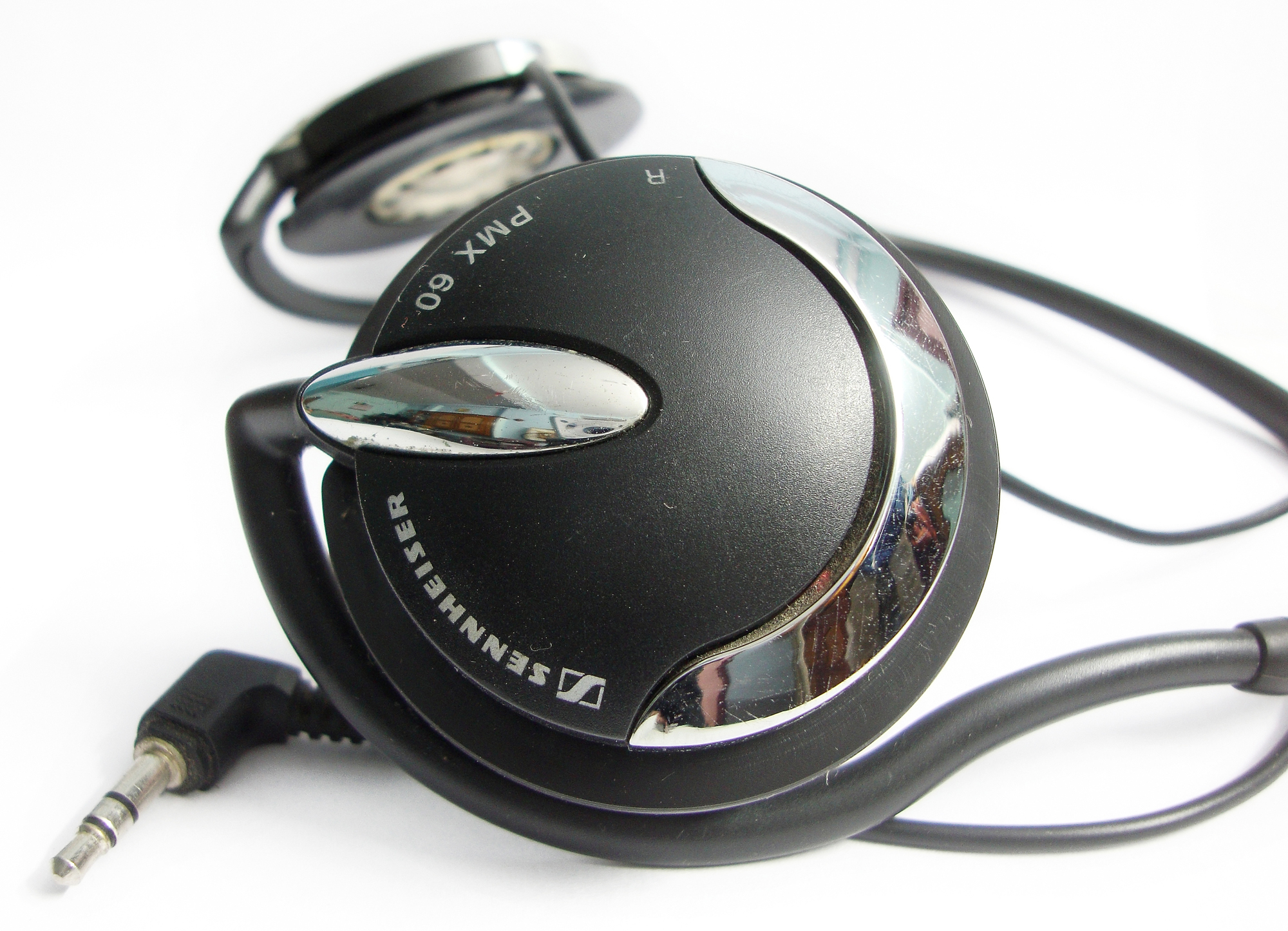
Sennheiser PMX 60

- Ống nghe điện tử kỹ thuật hàng không
- Ống nghe đa phương tiện
- Ống nghe kinh doanh
- Hệ thống Hội nghị và Thông tin
- Các thành phần dựa trên điện tử âm thanh
- Loa

## Hậu trường

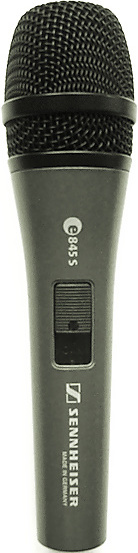
Sennheiser e845s

Sennheiser có trụ sở ở thành phố tự trị Wedemark, Đức (gần Hannover). Trụ sở ở Mỹ tại Old Lyme, Connecticut. Công ty có nhà máy ở Burgdorf, Hannover, Đức; Tullamore, Ireland (từ năm 1990); và Albuquerque, New Mexico (từ năm 2000). Sennheiser's R&D có trụ sở tại Đức và Palo Alto, California. Sennheiser bán nhãn hiệu ở Pháp, Vương quốc Anh, Bỉ, Hà Lan, Đan Mạch, Ấn Độ, Singapore, Canada, México và Mỹ.

## Lịch sử
Công ty được thành lập vào năm 1945, chỉ ít tuần sau Thế chiến II, bởi Fritz Sennheiser và bảy người bạn kỹ sư ở Đại học Hannover trong một phòng thí nghiệm gọi là Laboratorium Wennebostel. Phòng thí nghiệm được đặt tên theo ngôi làng ở Wennebostel, nơi mà nó đã dời đến tránh chiến tranh. Sản phẩm đầu tiên là Volt kế. Labor W bắt đầu sản xuất microphone năm 1946.
Năm 1955, công ty có 250 nhân công. Labor W được đổi tên thành Sennheiser electronic vào năm 1958. Sennheiser chuyển thành một công ty hữu hạn (KG) vào năm 1973. Năm 1980, công ty xâm nhập thị trường hàng không, cung cấp cho Lufthansa. Công ty bắt đầu sản xuất microphone không dây vào năm 1982. Cũng vào năm 1982, nhà sáng lập Fritz Sennheiser trao quyền quản lý công ty cho con trai ông, Jörg Sennheiser.

## Dẫn chứng
1. 1 2  Sennheiser-Annual Report 2005
2. ↑  “Sennheiser's success”.